# Australian Music Prize
Der Australian Music Prize (oft als AMP abgekürzt) ist eine jährliche Auszeichnung in Höhe von 30.000 $, die an eine australische Band oder einen Solokünstler in Anerkennung für ein im Jahr der Verleihung veröffentlichtes Album vergeben wird. Der Preis wird von der Australian Music Prize Ltd. vergeben, einer gemeinnützigen Gesellschaft, die von einer Reihe von Persönlichkeiten der Musikindustrie und Plattenfirmen gesponsert wird. Der AMP wurde im Jahr 2005 gegründet.

## Preisträger
| Jahr | Sieger                        | Album                                                               | Einzelnachweis |
| ---- | ----------------------------- | ------------------------------------------------------------------- | -------------- |
| 2005 | The Drones                    | Wait Long by the River and the Bodies of Your Enemies Will Float By | [ 1 ]          |
| 2006 | Augie March                   | Moo, You Bloody Choir                                               | [ 2 ]          |
| 2007 | The Mess Hall                 | Devils Elbow                                                        | [ 3 ]          |
| 2008 | Eddy Current Suppression Ring | Primary Colours                                                     | [ 4 ]          |
| 2009 | Lisa Mitchell                 | Wonder                                                              | [ 5 ]          |
| 2010 | Cloud Control                 | Bliss Release                                                       | [ 6 ]          |
| 2011 | The Jezabels                  | Prisoner                                                            | [ 7 ]          |
| 2012 | Hermitude                     | HyperParadise                                                       | [ 8 ]          |
| 2013 | Big Scary                     | Not Art                                                             | [ 9 ]          |
| 2014 | Remi                          | Raw x Infinity                                                      | [ 10 ]         |
| 2015 | Courtney Barnett              | Sometimes I Sit and Think, and Sometimes I Just Sit                 | [ 11 ]         |
| 2016 | A.B. Original                 | Reclaim Australia                                                   | [ 12 ]         |
| 2017 | Sampa the Great               | Birds and the BEE9                                                  | [ 13 ]         |
| 2018 | Gurrumul                      | Djarimirri                                                          | [ 14 ]         |
| 2019 | Sampa the Great               | The Return                                                          | [ 15 ]         |
| 2020 | The Avalanches                | We Will Always Love You                                             | [ 16 ]         |
| 2021 | Genesis Owusu                 | Smiling with no Teeth                                               | [ 17 ]         |
| 2022 | King Stingray                 | King Stingray                                                       | [ 18 ]         |
| 2023 | RVG                           | Brain Worms                                                         | [ 19 ]         |
| 2024 | Kankawa Nagarra               | Wirlmarni                                                           | [ 20 ]         |